# 住澤整
住澤 整（すみさわ ひとし、1965年〈昭和40年〉12月19日 - ）は、日本の大蔵・財務官僚。

## 来歴
青森県八戸市に出生。長者山の麓の生まれで、その後、新井田で育った。八戸市立長者小学校、八戸市立大館中学校、青森県立八戸高等学校を経て、1988年（昭和63年）、東京大学経済学部を卒業。同年、大蔵省に入省。主計局総務課に配属。秋の臨時国会では、予算編成作業と並行して消費税の創設を含む税制改革関連法案を審議。1995年（平成7年）7月、岡崎税務署長。
その後は主税局調査課課長補佐（外国調査）、同局総務課課長補佐（歳入）、同局税制第2課課長補佐（消費税・揮発油税）、同局同課課長補佐（総括）、金融庁監督部銀行第2課課長補佐、同監督局銀行第2課課長補佐、主税局総務課課長補佐（総括）などを経て、2005年（平成17年）7月、財務大臣秘書官。2007年（平成19年）8月、大臣官房文書課企画調整室長。2008年（平成20年）7月、総務省行政管理局管理官（定員総括・独立行政法人総括）などを歴任。
9年間の課長補佐時代のうち7年間は、主税局の課を担当した。新米課長補佐として着任した調査課では外国税制の調査を担当。その後、総務課で税収見積もりを担当。在任中、金融危機等の影響で大幅な歳入欠陥に陥り、経済の先を読むことの難しさを痛感したと述懐している。税制第2課では消費税を担当。在任中、所得税の定率減税等の減税措置が講じられており、住澤は所得税の課税ベースに関する政府税制調査会ワーキンググループを担当し、諸控除の歴史や国際比較、現状分析等に携わった。その後も不良債権処理、配偶者特別控除の見直し、定率減税の縮減・廃止などに携わった。
大臣官房文書課企画調整室長時代には独立行政法人改革を担当した。
2010年（平成22年）8月10日、主計局主計官 （国土交通、環境担当）に就任。国土交通省（主に旧運輸省）と環境省の予算を担当し、鉄道関連の独立行政法人に生じた1.2兆円の利益剰余金の国庫納付を実現した。
2011年（平成23年）7月8日、主税局税制第二課長に就任。消費税を担当し、民主党、自由民主党、公明党の3党による消費増税関連法案の修正協議に携わった。
2013年（平成25年）6月28日、主税局調査課長に就任。
2014年（平成26年）7月9日、主税局税制第一課長に就任。
2016年（平成28年）6月17日、主税局総務課長に就任。
2017年（平成29年）7月7日、内閣官房内閣審議官に就任。
2018年（平成30年）7月27日、財務省大臣官房審議官に就任。
2020年（令和2年）7月20日、主税局長に就任。
2023年（令和5年）7月4日、国税庁長官に就任。就任後、住澤は記者会見でデジタル技術の活用による税務手続きの簡略化や課税・徴収事務の効率化・高度化、消費税の不正還付等の取り締まりに意欲を示し、同年10月から開始されるインボイス制度についても小規模事業者を中心に広報や周知活動に努める考えを示し、事業者に対する個別相談を実施するなどの柔軟な対応を心がけたいと述べた。
2024年（令和6年）10月16日、長島・大野・常松法律事務所顧問に就任。